# A zori zdes' tichie...
A zori zdes' tichie... (А зори здесь тихие) è un film del 2015 diretto da Renat Davlet'jarov.

## Trama
Il film è ambientato nel maggio 1942. Il film racconta il confronto tra tedeschi esperti e addestrati, da un lato, e il caposquadra Vaskovo, con cannoniere antiaeree donne, dall'altro.